# Fläckig sabeltimalia
Fläckig sabeltimalia (Erythrogenys erythrocnemis) är en fågel i familjen timalior inom ordningen tättingar.

## Utseende
Fläckig sabeltimalia är en 22–25 cm lång fågel med gula ögon och grå nedåtböjd näbb. Ovan är den olivbrun på hjässa och ovansida och i ansiktet och på flankerna rostbrun. Vidare är den vit på strupe och buk, med mörka fläckar eller streck på övre delen av bröstet. Benen är ljusbruna. Arten skiljer sig från gråsidig sabeltimalia som har närapå identisk ovansida, genom avvikande teckning i ansiktet och på undersidan samt helmörk näbb.

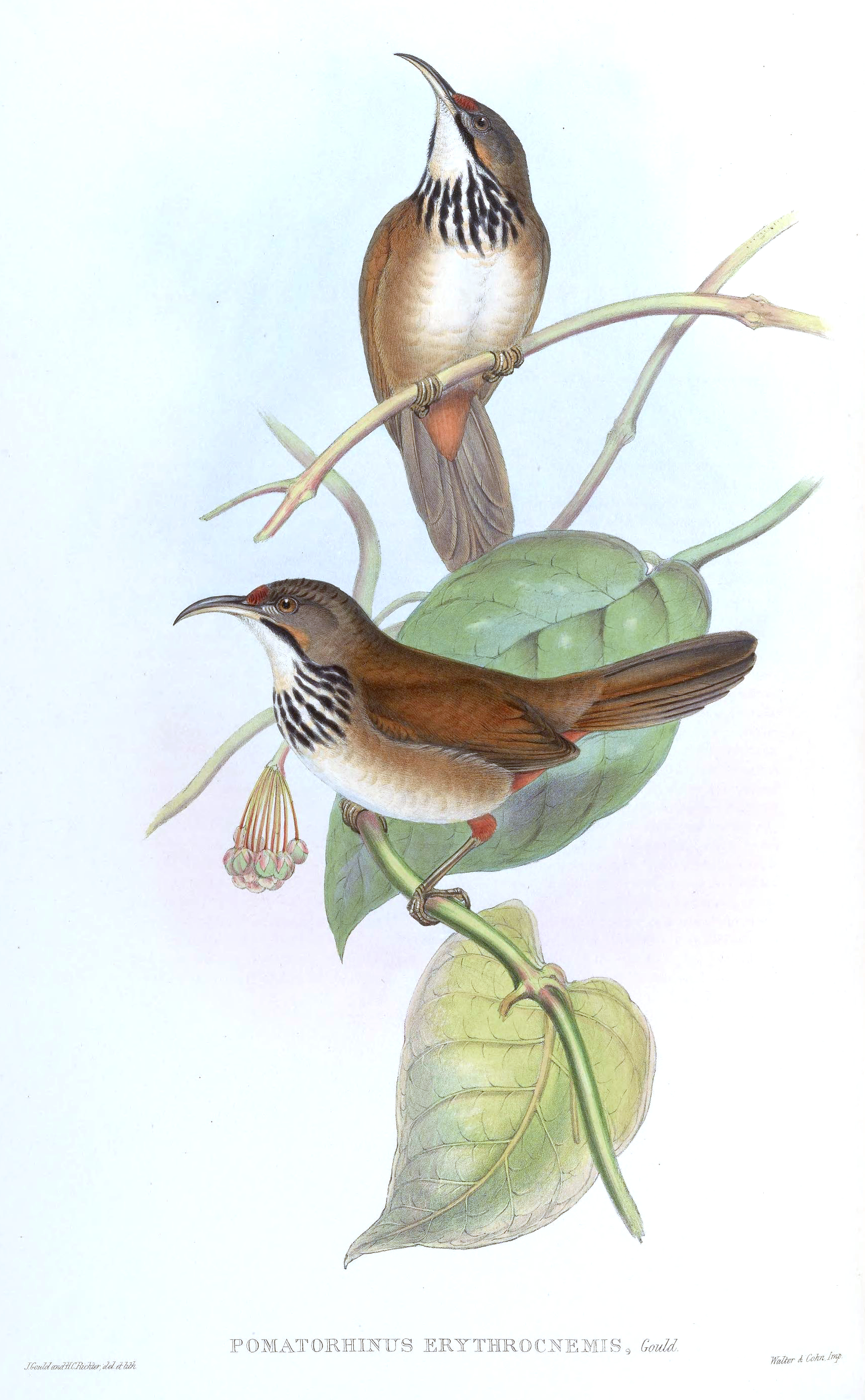

## Utbredning och systematik
Fågeln återfinns enbart på Taiwan. Den behandlas som monotypisk, det vill säga att den inte delas in i några underarter. Tidigare behandlades fläckig, gråsidig och fläckbröstad som en och samma art, ibland tillsammans även med rostkindad sabeltimalia.

### Släktestillhörighet
Fågeln placerades tidigare i släktet Pomatorhinus, men DNA-studier visar att flera arter är närmare släkt med Stachyris, däribland större sabeltimalia. Den och dess släktingar har därför lyfts ut till ett eget släkte. 

## Levnadssätt
Fläckig sabeltimalia hittas i undervegetation och på lägre nivå bland träd i bergstrakter, från 50 till 1975 meters höjd. Den födosöker på marken på jakt efter insekter, med kraftiga sparkande rörelser med benen. Arten har konstaterats häcka i mars med en kull på fyra ägg.

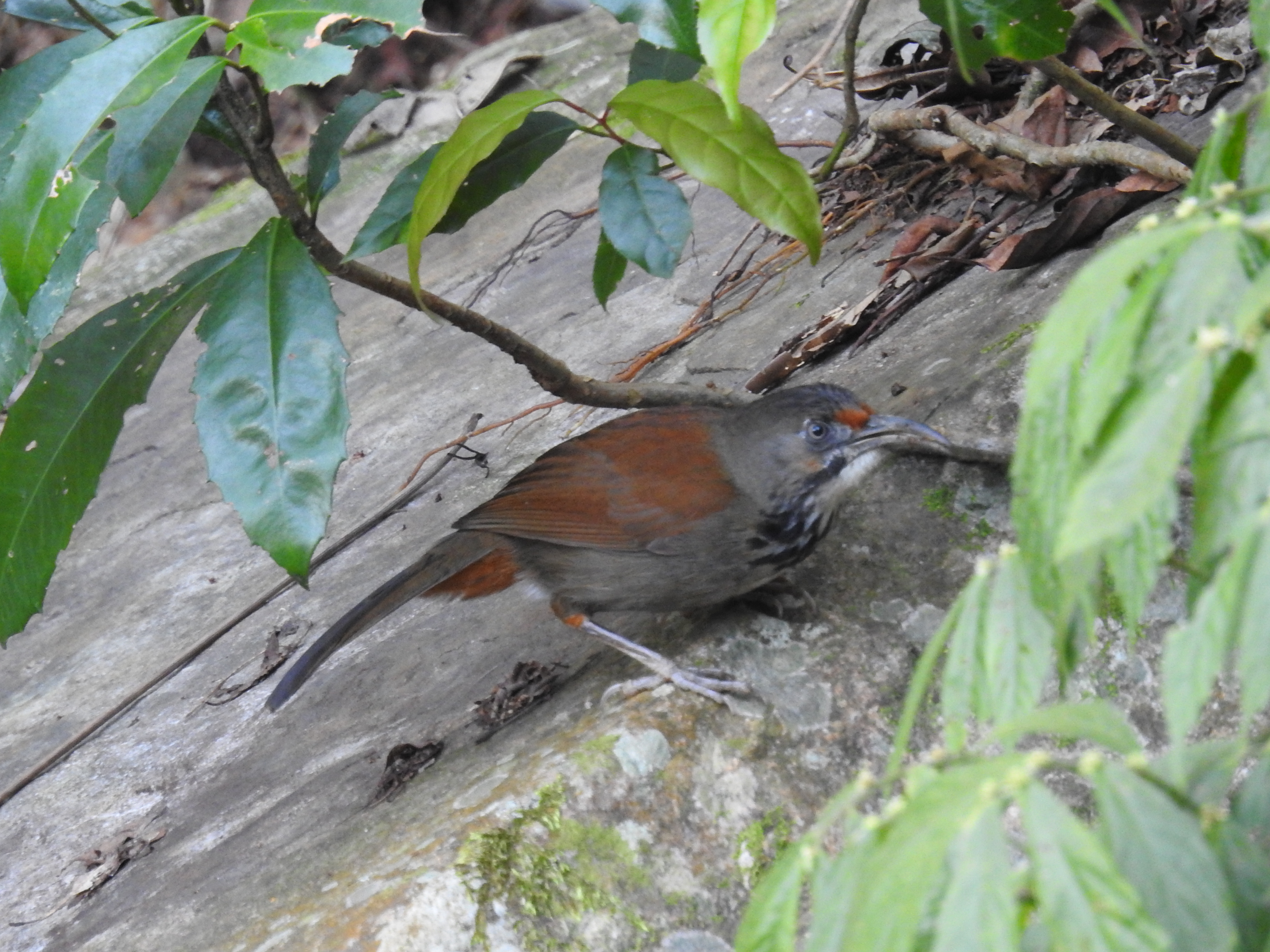

## Status och hot
Arten har ett relativt begränsat utbredningsområde men anses inte vara hotad och tros öka i antal. Internationella naturvårdsunionen IUCN listar den därför som livskraftig (LC).